# Легони-Фиалко, Дарья Валериевна
Да́рья Вале́риевна Легони́-Фиа́лко (девичья фамилия Фиа́лко; род. 9 июля 1979, Киев) — украинский медиаменеджер, продюсер, основатель украинской производственной студии полного цикла SPACE Production. Сооснователь Организации украинских продюсеров (ОУП). Бывший директор российских телеканалов ТВ-3 (2011—2016) и СТС (2016—2018).

## Биография
Родилась 9 июля 1979 года в Киеве, в семье театральных критиков Валерия Алексеевича Фиалко — заслуженного деятеля искусств Украины, профессора, заведующего кафедрой театроведения, преподавателя курса театральной критики и истории русского театра в Киевском национальном университете театра, кино и телевидения им. И. К. Карпенко-Карого и Гуевской Ольги Юрьевны — театроведа, заместителя директора по научной работе в Государственном музее театрального, музыкального и киноискусства Украины.
В 2001 году Дарья окончила Киевский национальный университет имени Тараса Шевченко, факультет иностранной филологии по специальности «Романо-германские языки и литература». В 2006 году получила степень MBA в Международном институте менеджмента (Украина-Швейцария) по специальности «Управление внешнеэкономической деятельностью».
За время учёбы в университете, с 1997 по 1999 год, Дарья работала журналистом в пресс-службе украинского телеканала «1+1», одновременно с этим была переводчиком и модератором пресс-конференций кинофестиваля «Молодость».
С 2002 по 2005 год Дарья руководила отделом закупок кинопрограмм телеканала «1+1», а в 2005 году стала программным директором этого телеканала.
Спустя три года, в 2008 году, Дарья перешла на работу в кинокомпанию Star Media генеральным продюсером телевизионных проектов. В числе её проектов такие популярные украинские шоу, как «Майdан’s» и «Майdан’s-2» на телеканале «Интер», «Народная звезда-2» («Народна зірка») и «Народная звезда-3» на «ТРК Украина» и другие. В 2011 году Дарья покинула кинокомпанию Star Media.
С декабря 2011 по 31 августа 2016 года — руководитель российского телеканала «ТВ-3».
С 1 сентября 2016 по 17 апреля 2018 года — директор телеканала «СТС».
В июне 2018 года совместно с коллегой Катериной Ласкари основала украинскую производственную студию SPACE Production. Одними из первых проектов стали украинские адаптации многосерийных проектов «Слiд» и «Слiпа» для телеканала СТБ. Согласно исследованию компании Media Resources Management, SPACE Production стал лидером по количеству произведенных эпизодов сериалов для украинского телевидения в 2020 году.
В марте 2022 года вместе с другими крупнейшими украинскими продюсерами Дарья стала сооснователем Организации украинских продюсеров (ОУП). Основная задача ОУП — снимать документальные и художественные фильмы о российской военной агрессии на территории Украины.

### Семейное положение
Замужем, супруг — француз по национальности, имеет двоих детей.

## Награды и номинации
- 2011 год — шоу «Майdан’s» — финалист премии «Телетриумф 2011» в номинации «Оригинальная развлекательная программа»[13].
- 2011 год — Дарья Фиалко — финалист премии «Телетриумф 2011» в номинации «Продюсер (продюсерская группа) телевизионной программы» (совместно с Владимиром Зеленским, Сергеем Шефиром, Борисом Шефиром и Владиславом Ряшиным) за шоу «Майdан’s»[13].
- 2013 год — Журнал «Секрет фирмы» назвал Дарью Фиалко «самым молодым генеральным директором федерального телеканала в РФ»[14].
- 2016 год — сериал «Анна-детективъ» — обладатель премии Ассоциации Продюсеров Кино и Телевидения в номинации «Лучший телевизионный сериал (более 24 серий)»[15].
- 2018 год — сериал «Улётный экипаж» — обладатель премии ТЭФИ-2018 в номинации «Телевизионная многосерийная комедия / Ситком»[16].

## Творческие достижения

### Продюсер (Украина)
Документальные фильмы
- 2023 — «Art in War» (совместное производство с Broadview TV по заказу телеканала Arte)

#### Телесериалы
- 2022 — «Водная полиция» («Водна поліція») («Украина»)
- 2021 — «Неверная» («Невірна») («СТБ»)
- 2021 — «Последний аксель» («Останнiй аксель») (Megogo)
- 2020 — «Родня» («Рідня») («1+1»)
- 2020—2022 — «След» («Слід») («СТБ»)

#### Телепроекты
- 2020—2022 — «Слепая» («Сліпа») («СТБ»)
- 2011 — «Майdан’s-2» («Интер»)
- 2011 — «Майdан’s» («Интер»)
- 2011 — «Женская логика» («1+1»)
- 2009 — «Народная звезда-3» («Народна зірка-3») («ТРК Украина»)
- 2009 — «Народная звезда-2» («Народна зірка-2») («ТРК Украина»)
- 2008 — «Галилео» («К1»)

### Продюсер (Россия)

#### Телесериалы
- 2018 — «Пекарь и красавица» (СТС)
- 2018 — «Новый человек» (СТС)
- 2018 — «Девочки не сдаются» (СТС)
- 2018 — «Улётный экипаж» (1 сезон) (СТС)
- 2018 — «Команда Б» (СТС)
- 2017 — «Психологини» (1 сезон) (СТС)
- 2017—2018 — «Молодёжка» (5 и 6 сезоны) (СТС)
- 2017—2018 — «Ивановы-Ивановы» (1 и 2 сезоны) (СТС)
- 2017 — «Неизвестный» («ТВ-3»)
- 2016 — «Анна-детективъ» («ТВ-3»)
- 2015 — «Иные» («ТВ-3»)
- 2014 — «13» («ТВ-3»)
- 2012—2016 — «Пятая стража» («ТВ-3»)
- 2010 — «Аманда О» (сопродюсер, СТС)
- 2008 — «Чемпион» (сопродюсер, СТС и «1+1»)

#### Телепроекты
- 2018 — реалити-шоу «Союзники» (СТС)
- 2018 — юмористический проект «Шоу выходного дня» (СТС)
- 2018 — реалити-шоу «Взвешенные и счастливые люди» (4 сезон) (СТС)
- 2018 — обзорная программа «Кино в деталях» (СТС)
- 2017 — новогоднее шоу «Новый год, дети и все-все-все!» (СТС)
- 2017 — реалити-шоу «Вокруг света во время декрета» (СТС)
- 2017 — вокальное шоу «Успех» (СТС)
- 2015 — документальная драма / сериалити «Сны» («ТВ-3»)
- 2015 — докудрама / сериалити «Чтец» («ТВ-3»)
- 2014 — докудрама / сериалити «Слепая» («ТВ-3»)
- 2014 — специальный цикл расследований «Х-версии. Громкие дела» («ТВ-3»)
- 2013 — шоу «Человек-невидимка» («ТВ-3»)
- 2013 — докудрама / сериалити «Психосоматика. Другая медицина» («ТВ-3»)
- 2013 — докудрама / сериалити «Гадалка» («ТВ-3»)
- 2012 — информационная программа «Х-версии. Другие новости» («ТВ-3»)
- 2012 — развлекательная программа «Параллельный мир» («ТВ-3»)
- 2012 — докудрама «Мистические истории» («ТВ-3»)
- 2012 — шоу «Удиви меня. 3 сезон» («ТВ-3»)
- 2012 — скриптед-реалити «Охотники за привидениями» («ТВ-3»)

## Интервью
- TBI — TBI’s 2023 Predictions: Daria Leygonie-Fialko, CEO SPACE Production & co-founder OUP // январь 2023
- Variety — Organization of Ukrainian Producers Sells Rights of Four Documentaries Wide // ноябрь 2022
- The Hollywood Reporter — How Europe’s Film Industry Is Backing Ukraine in the Culture War With Russia // сентябрь 2022
- Cineuropa — Daria Leygonie-Fialko and Kateryna Laskari spoke about the current state of Ukrainian TV production, the opening of their Paris-based office and the future of Ukraine’s audiovisual industry // июнь 2022
- TVBIZZ Magazine — New Ukrainian Documentaries Tell the Stories of the War // июнь 2022
- «Media Heads» — Власники «SPACE Production» про те як медіа стало життям, шлях до власного бізнесу та формулу успіху // декабрь 2021
- MBR — Продюсеры, дистрибуторы и шоураннеры — о том, как вывести отечественные сериалы на новый уровень // октябрь 2021
- MBR — Как продакшен Дарьи Фиалко снимает для СТБ сериал «Слiд» // март 2020
- MBR — Дарья Легони-Фиалко и ее компания SPACE Production запустили питчинг идей //февраль 2020

- Бизнес-журнал Chief Time — Дарья Легони-Фиалко: «Экранная культура» // май-июнь 2015
- «Ведомости» — Выручка канала ТВ-3 растёт, несмотря на падение рынка телерекламы // 17 мая 2015
- Журнал Variety Russia — Дарья Фиалко: «Мы сумели вырастить и сохранить лояльную аудиторию» // 2 сентября 2014